# كونتينينتال أيه جي
كونتننتال أيه جي (بالإنجليزية: Continental AG)‏، تلفظ ‎[Con:ti:nen:tal]‏، المعروف بـ القاري (بالإنجليزية: Continental)‏، هي شركة ألمانية رائدة متخصِّصة في الإطارات، وفرامل أنظمة الإلكترونيات الداخلية، وسلامة السيارات، وتوليد القوة وهيكل مكونات آلات القياس وغيرها من قطع غيار السيارات والنقل، مقر الشركة في هانوفر، ساكسونيا السفلي بألمانيا. كونتننتال هي رابع أكبر مورد للإطارات. وتأسست في عام 1871 مثل المطاط الصانع كونتي-كاوتشوك يو إن دي الإيبونيت مماثلة لـCompagnie. بعد الحصول على في دي أو (بالإنجليزية: Siemens AG's VDO)‏ لوحدة السيارات.
في عام 2007 إحتلت الشركة المرتبة الثالثة عالميًّا في تصنيع المعدات الأصلية لقطع غيار السيارات والمبيعات في 2012 وفقًا لدراسة برعاية برايس ووترهاوس كوبرز، وفي عام 2008، ظهرت كونتيننتال مفرطة مع اندماجها من فدو وفقدت منذ ذلك الحين ما يقرب من نِصف رسملتها السوقية عندما وجدت نفسها لتكون الهدف الاستحواذ من شيفلر أغ المملوكة للأسرة. بحلول عام 2009، نجح شايفلر في تثبيت رأس قسم السيارات على رأس كونتيننتال.
في أيلول 2012، عاد القاري إلى مؤشر DAX مؤشر 30 الألمانية المختارة الممتازة الأسهم بعد غياب دام 45 شهرا.شايفلر أغ هي حصة مسيطرة وتمتلك حاليا 46٪ من أسهم كونتيننتال.

## الإنتشَار والتطُّور

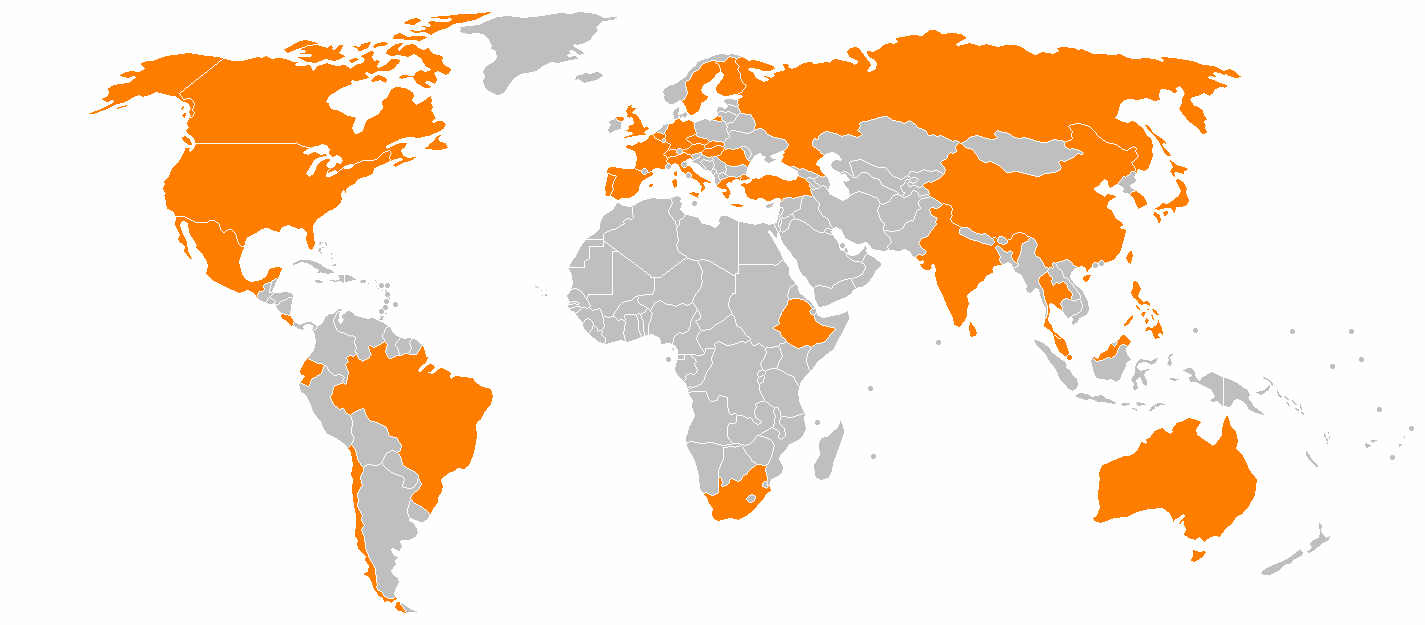
خريطة إنتشار الشركة، حيث اللَّونُ البُرتقالِي يمثل الدُّول التابِعةَ للشَّركة

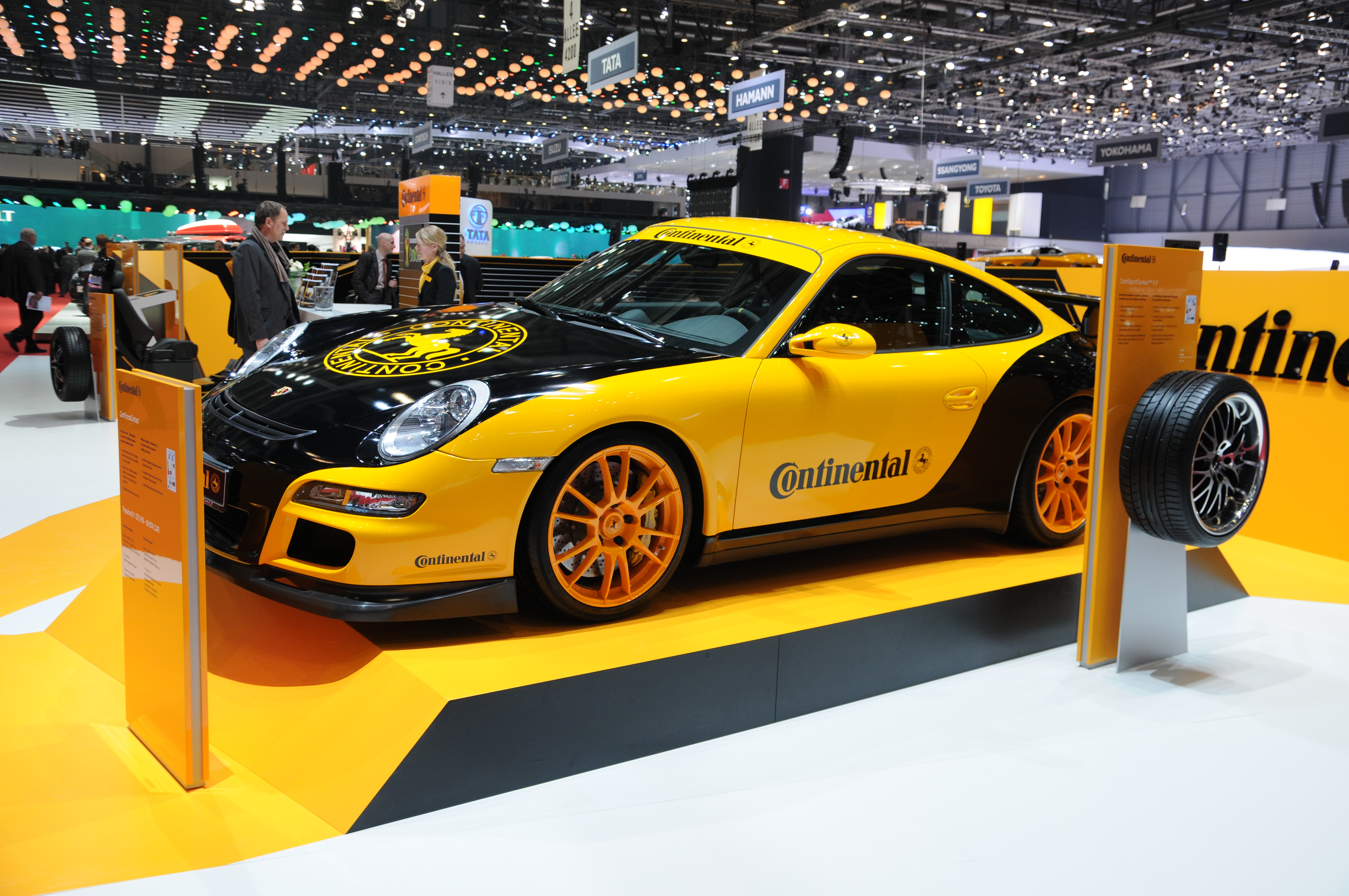
عرضُ غينيفا موتور، تعرِض سيارةً على منصة الشَّركة مع عجلاتها (أحدُ إنتاجاتِها)

تنظِّم كونتيننتال أيه جي خمسة أقسامٍ وهي:
السَّلامة الشاسِية لتوليد القوة داخلية للإطاراتِ كونتيتك (بالإنجليزية: Contitech)‏ وهي واحدة من المجالات الرئيسية للخبرة القاريّة والقيادة التكنولوجية هو خفض استهلاك الوقود، يتحقق من خلال أنظمة حقن الوقود لأكثر كفاءةً، وانخفاض الإطارات المقاومة للدرفلة، وأنظمة الدفع الهجينة، كونتيننتال تبيع إطارات للسيارات والدراجات الناريّة، والدَّراجات في جميع أنحاء العالم تحت العلامة التجارية. كما تقوم بتسويق ماركات أخرى على المستوى الإقليمي مثل جينيرال (أوس/كندا) وجيسلافد (كندا وإسبانيا ونورديك ماركيتس) وسيمبريت (التطبيقات الصناعية) ويوزكادي (المكسيك / أمريكا اللاتينية) وباروم لخدمة الاتحاد الأوروبي وروسيا، وتضم قائمة عملاء جميع السيارات والشاحنات والحافلات المنتجين الرئيسيين، مثل فولكس واجن، دايملر أيه جي، فورد، فولفو، شاحنة إيفيكو، شميتز، كويغل، الشاحنات قاطرة الشحن، بي إم دبليو، جنرال موتورز، تويوتا، هوندا، رينو، بي إس آي وبورشه
في عام 2001، استحوذت كونتيننتال على الحصَّة المسيطرة في شركة تيميك، وشركة دايملر كرايسلر لصناعة الإلكترونيات الإلكترونية، والتي أصبحت الآن جزءا من كونتيننتال أوتوموتيف سيستمز. كما اشترت الشركة الألمانية المطاط والمطاط السيارات شركة فينيكس أغ في عام 2004، ووحدة الإلكترونيات والسيارات موتورولا في عام 2006، حصلت كونتيننتال سيمنز فدو من شركة سيمنز أغ في عام 2007، في الأرجنتين، تعاونت مع فات في عام 1999 لإنتاج الإطارات للسيارات والشاحنات والحافِلات وتصدير إنتاج مصنع سان فرناندو إلى بقية أمريكا الجنوبية، في عام 2007، بدأت الشركة في بناء مصنع في كوستاريكا لإنتاج مكونات توليد القوة لأمريكا الشمالية، وكان من المقرر افتتاح المحطة على مرحلتين، وفي نهاية المطاف تم توظيف 550 عاملا، كما تنتج كونتيننتال عجلات للدراجات (الجبلية) وتقدم باستمرار باطن المطاط لأحذية أديداس.

## قِسم الدَّاخلية
تُنظم شُعبةً الداخلية في إطار وحدات الأعمَال الخمس التاليَّة:
حماية الجِسْم وأمان المركبات التِّجارية وما بعد البيع الترفيه والإتصال أنظمة النقل الذكية الأجهزة وسائق السيارة وأمانه داخلها وقيادة عملية تطوير الإلكترونيات مركبات وتحكم المقصورة الأنْظِمة، مع البحوث والتنمية المواقع الموجودة في ألمانيا، سنغافورة، الهند، المكسيك، الولايات المتحدة، والصين، وكذلك في العديد من المواقع الأخرى في جميع أنحاء العالم، مما يتيح للوصول العالمي إلى ما يقرب من كل منطقة السُّوق.

## السيارات الكهربائية للطاقة أنظمة التخزين

### كونتيننتال مع الاطارات الأمريكية

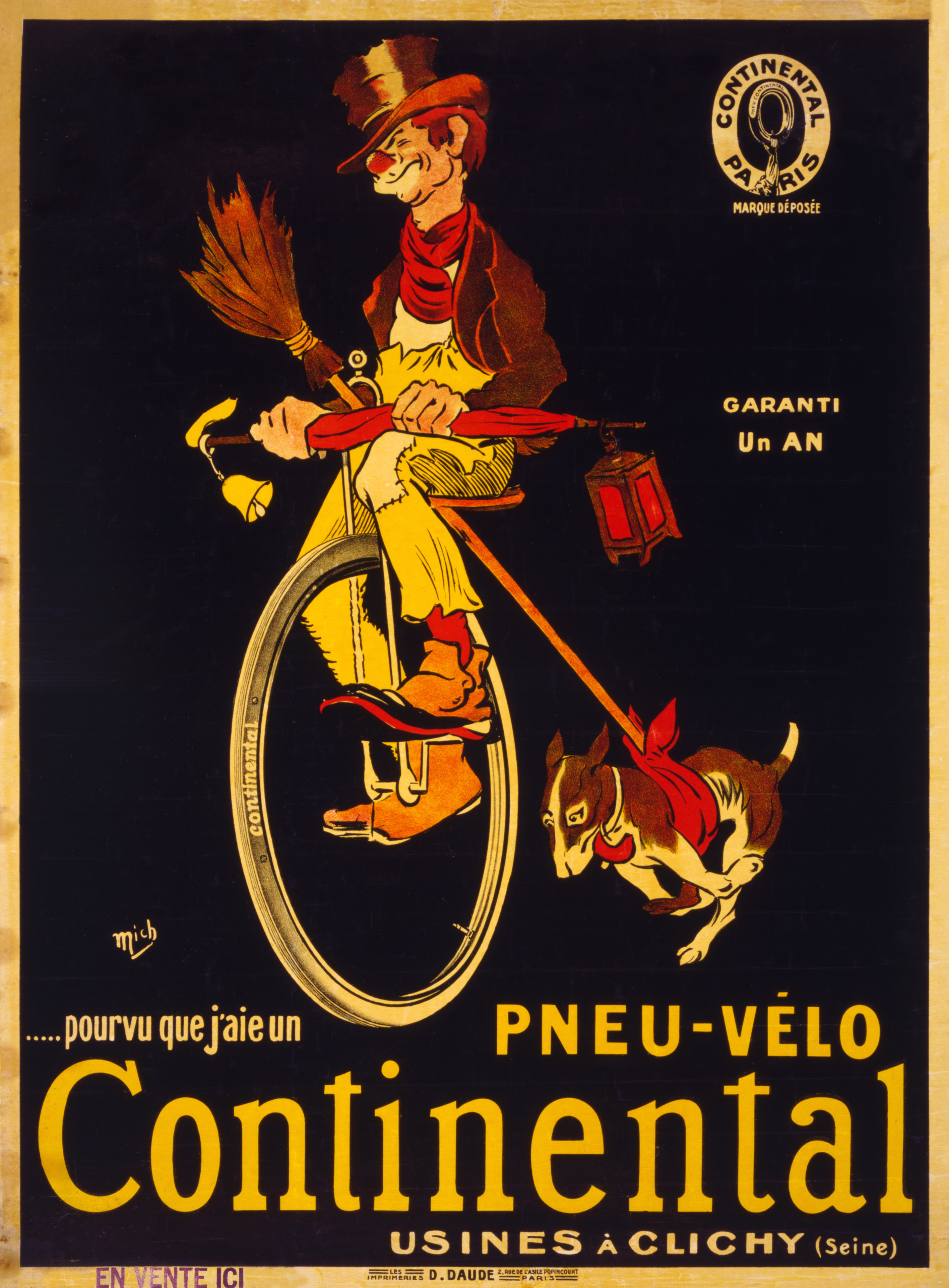
عجلات دراجة من إنتاج الشركة

دخلت كونتيننتال صناعة الاطارات في أمريكا الشمالية مع شراء عام 1987، وتشكيل كونتيننتال العامة للصور. وفي ذلك الوقت، كان القاري تاليًا من مصنعي الإطارات الأخرى، مثل بريدجستون وميشلان، في سوق الإطارات الأمريكي.يقع مقر أقسام الإطارات شمال وجنوب أمريكا في مقاطعة لانكستر، ولاية كارولينا الجنوبية. يقع مقر أمريكا الشمالية لقسم كاس في أوبورن هيلز، ميشيغان، مباشرة شرق مركز العبور البحيرات الكبرى وأعلنت الشركة أنه اعتبارا من 1 كانون الثاني / يناير 2006، ستنفذ تخفيضات ضخمة في الرعاية الصحية للمتقاعدين في جميع أنحاء البلد. وبعد دعوى قضائية، اتفقت الشركة واتحاد عمال الصلب المتحدة، الذين يمثلون المتقاعدين، على تسوية تقوم الشركة بموجبها بمواصلة تمويل الاستحقاقات. وفي وقت لاحق من ذلك العام، أعلنت أنها ستوقف إنتاج الإطارات في شارلوت بولاية نورث كارولينا.وستغلق مصنع إنتاج الإطارات في مايفيلد بولاية كنتاكي، في عام 2011، أعلنت كتا أنها ستبني مصنع في سمتر، ولاية كارولينا الجنوبية. وستكلف المحطة حوالي 500 مليون دولار وتوظف 1600 عامل بحلول عام 2020

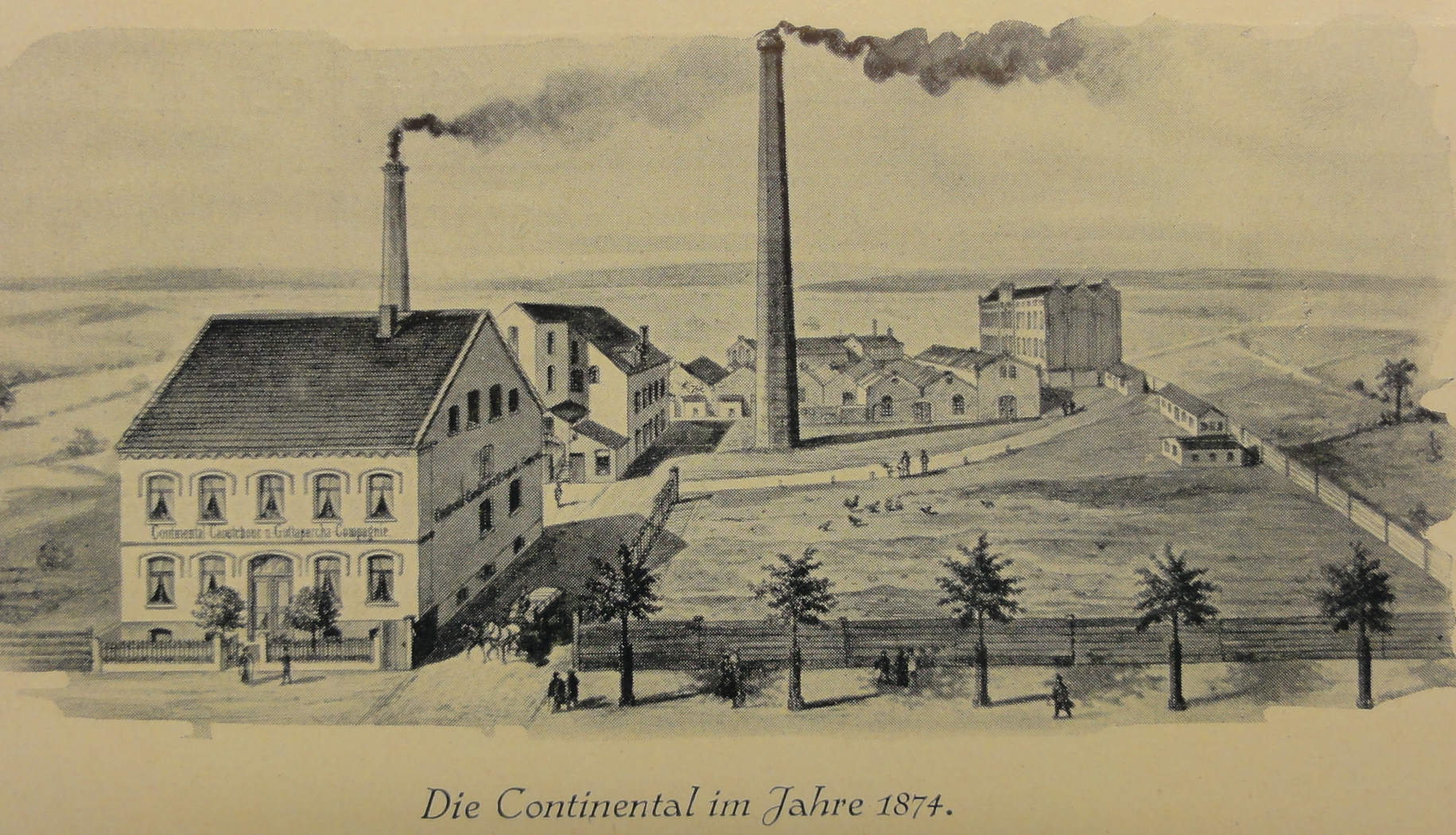
رسمٌ يُشير بشكلِ مصنع الشَّـركة سَنة 1871

في فِبراير 2016، أعلنت كتا أنها ستبني مصنع الاطارات التجارية في كلينتون، ميسيسيبِّي، باستثمارات تصل إلى حوالي 1.4 مليار دولار وتوظيف 2500 شخص عندما يصل المصنع القدرة الكاملة في العقد المقبل، في أكتوبر 2016، كتا بشراء هوسير سباق الإطارات، كانت كونتيننتال واحدة من الشركات العطاءات للعمل مع جنرال موتورز لتوفير مجموعة البطارية لشفروليه فولت الموسعة السيارة الكهربائية (E-ريف). وهذه هي المقاول الرئيسي للنظام يستخدم الليثيوم أيون البطاريات من A123 نظم. وقعت جنرال موتورز بدلا من ذلك عقدا لتجميع العبوات مع الخلايا التي تم شراؤها من كومباكت باور.

## السيَّارات باس جوائز
فِي أبريل 2016، تم تكريم شركة كونتيننتال أغ جنبًا إلى جنب مع شركة هوندا الأمريكية، مع جائزة أخبار الابتكار في السيَّارات لِعام 2016 لنظام الإتصالات ثنائي الاتجاه (بلرك)، الذي وضعه فريق الجسد والأمان في قسم الداخلية.و تردد جهاز راديو، ويساعد المستخدم سيارة لتشغيل عنصر تحكم مفتاح فوب بعيد من أكثر من نصف كيلومتر بعدًا، لبدء المُحرِّك والمناخ وظيفة التحكم، في حين تلقي ردود الفِعل من السيارة. وقد تم تطوير نظام الترددات الراديوية، مدعوم من خلية عملة موحدة واحدة، وجهاز الإرسال والاستقبال رف محمولة على مركبة، جنبا إلى جنب من قبل هوندا والقاري، وكان لأول مرة على أكورا مدس في عام 2013، وجاء بسرعة تليها أكورا تلك وأكورا رلكس في عام 2014. في عام 2015، تم تكريم كونتيننتال أغ مع اثنين من جوائز بيس لدعوتها العارية عالية الكثافة الربط (بد-هدي) الدوائر المطبوعة مجلس الركيزة للتكنولوجيا وللإلكترونيات وانتقال العنصر متعدد عناصر الاستشعار الموحد (ميوس).

### الشُّهرة

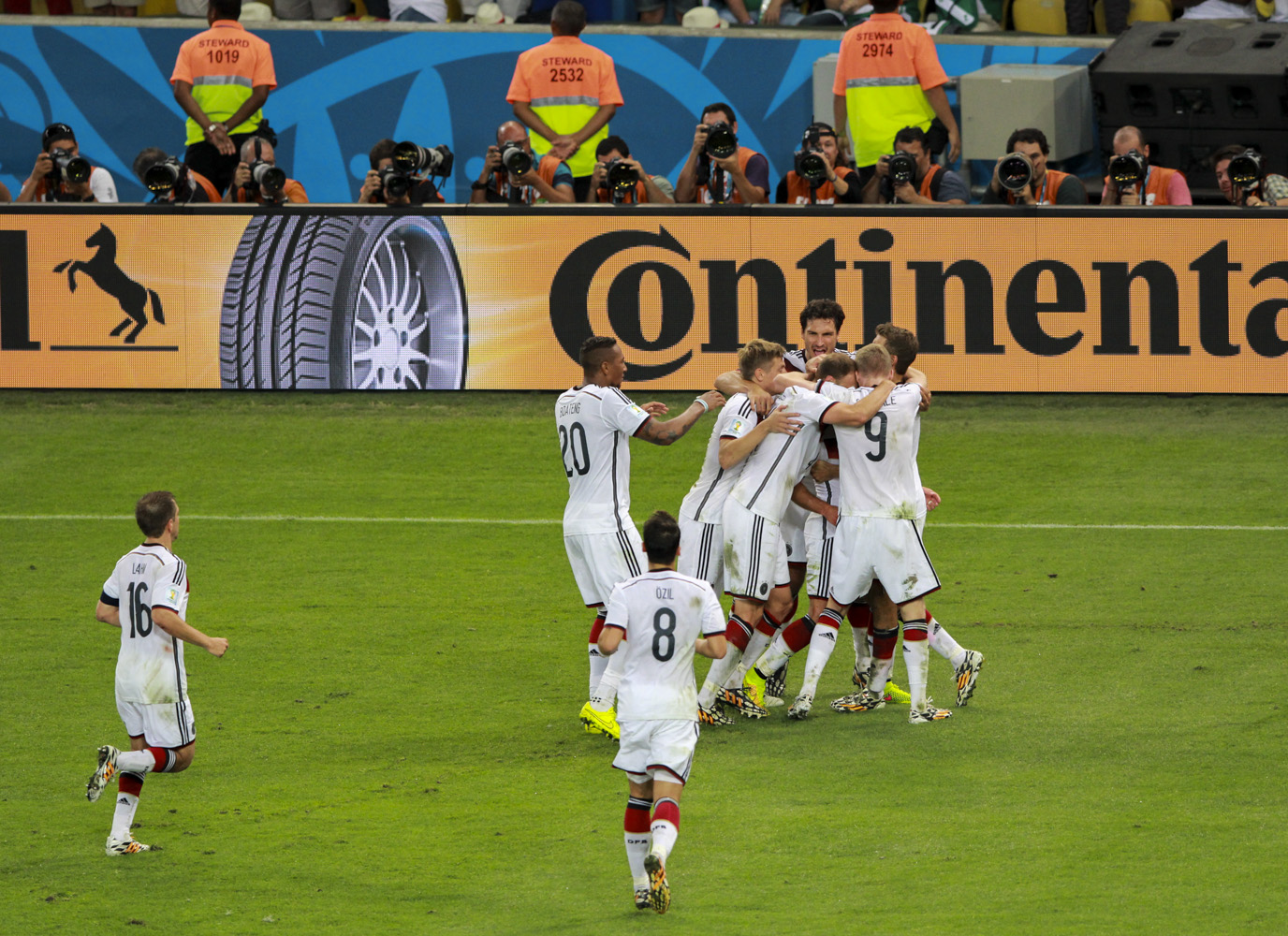
مباراةٌ بين الأَرجَنْتين وألمَانيا في نهائي كأس العالم 2014، لاحِظ الشِّعار الموضوع على اللاّفتة الصّغيرة

أصْبَحت شُهرة الشَّركة كبِيرةً، ووضع شعارها على اللافتات واُستُخدِمت منتَجاتها لمعضم شركات في العالم، وحتى في ملاعب كرة القدم، كالدوري الأمريكي، وشعارها يرتكز أحيانا على الحصان، وتوضع عجلاتها (إنتَاجَاتُها) على حافلات النَّاقلة لللاعبين، بمَا يخصُّ السباقات، فهو خاص بفورمولا 1 وناسكار.

## الإدارة التنفيذية

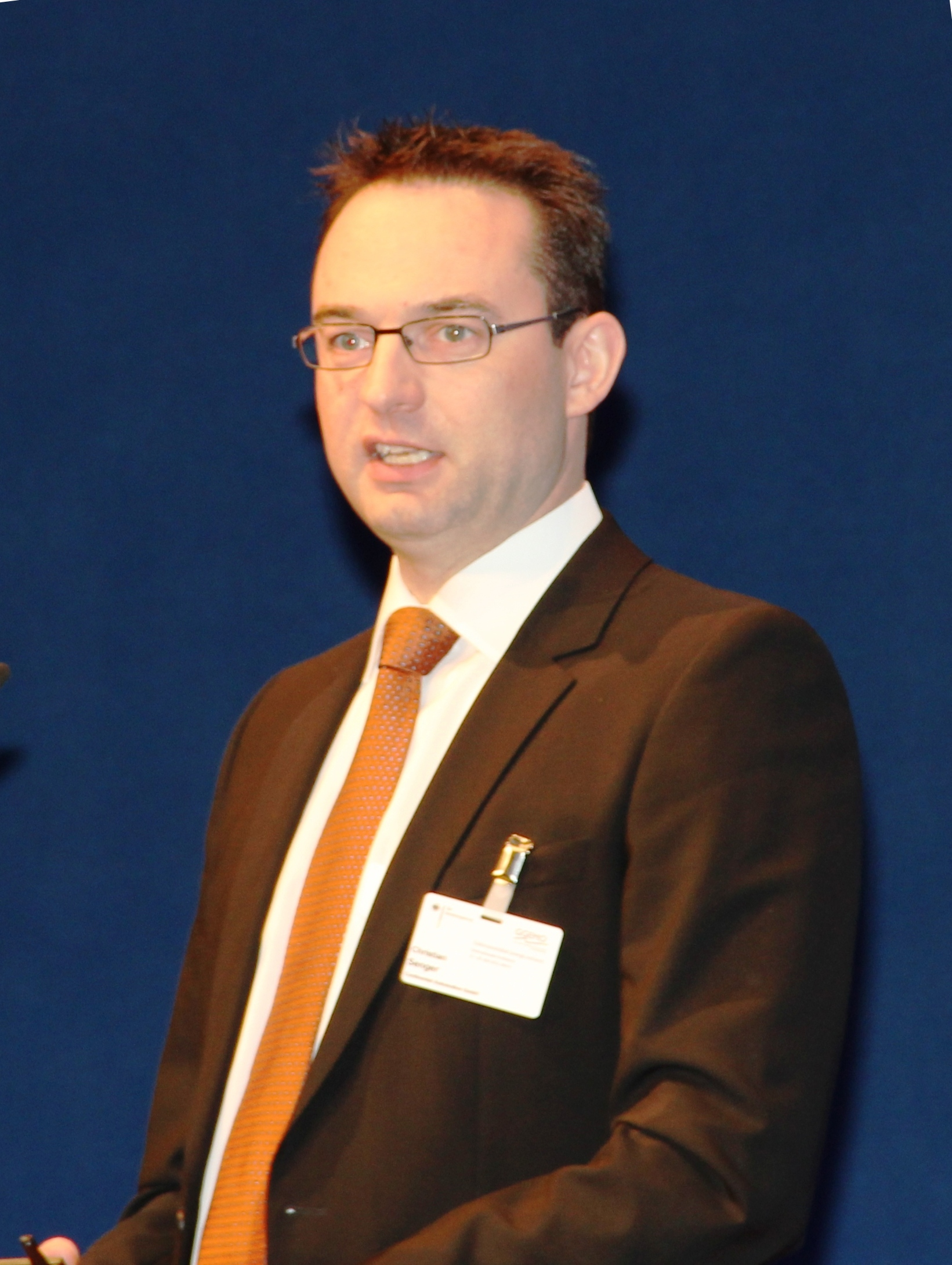
كريستيان سينغر

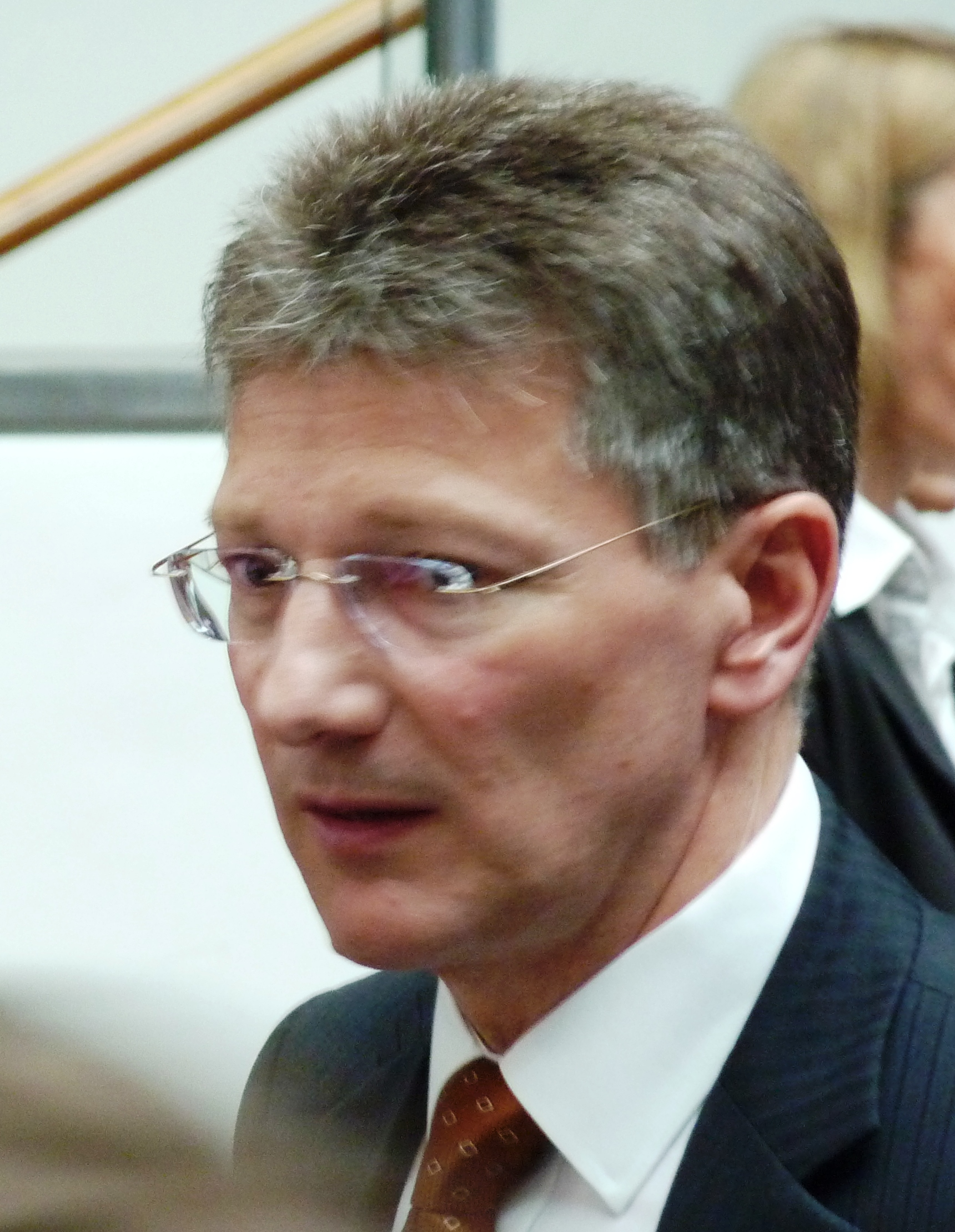
إلمار ديجنهارت

كبار المسؤولين التنفيذيين تحرير:
| السنة                          | إداريوا التنفيذ                 |
| ------------------------------ | ------------------------------- |
| 1973-1982                      | كارل هان                        |
| 1991-1999                      | هوبيرتوس فون غرونبيرغ           |
| 2001-2008                      | مانفريد وينيمر                  |
| 2008-2009                      | كارل توماس نيومان               |
| 2009 إلى الوقت الحاضر          | إلمار ديجنهارت                  |
| رئيس مجلس تحرير غير معروف-1989 | ألفريد هيرهوسن                  |
| 1999-2009                      | هوبيرتوس فون غرونبيرغ           |
| 2009-2009                      | رولف كورفر (6 مارس - 28 سبتمبر) |
| 2009 حتى الآن                  | ولفجانج ريتزل                   |

### الإشراف مجلس تحرير
- مشرفوا مجلس التحرير هم:

| مشرفوا مجلس التحرير                                                                                            | مصدر |
| --- | ---- |
| ويرنر بيشوف |      |
| مايكل ديستر غونتر دونكيل هانز فيشل                                                                             |      |
| يورغن م. جيسنجر هانز-أولاف هنكل مايكل إيجلهاوت                                                                 |      |
| يورغ كولينجر                                                                                                   |      |
| كلاوس مانغولد هارتموت ماين                                                                                     |      |
| ديرك نوردمان                                                                                                   |      |
| أرتور أوتو وولفجانج ريتزل (رئيس مجلس الإدارة) كلاوس روزنفيلد جورج فو شيفلر ماريا إليزابيث شايفلر يورغ شونفيلدر |      |
| بيرند فوس سيغفريد وولف إروين وورل                                                                              |      |

### الدَّليل على مُمثل العمل
يدل على مُمثل العمل اِكتساب فيانس تكنولوجيز للشركة وقد اكتسب الفرع الألماني من كونتيننتال أغ في فيرلون، ومقرُّها ولاية أوهايو هي شركة المطاط فيانس تكنولوجيز وسيتم دمجها في قسم كونتيتيش الشركة، وسوف تكون بمثابة المكتب الإقليمي لكونتيتيش في أمريكا الشمالية الهيئة البرازيلية لمكافحة الاحتكار مجلس الدفاع الاقتصادي، أو كاد، جعلت رسميًّا يوم 29 يناير 2015، وصفها في بيان صحفي على 30، من الشركة وبلغ مجموع الانتقال 1.6 مليار دولار وقال البيان ان الشَّركة ستفصل أعمال الينابيع الهوائية لنافتا في فيانس في المكسيك والاعمال البرازيلية لصناعة الحبل الصلب ردا على بعض المخاوف التي اثارتها سلطات مُكافحة الاحتكار حسبما ذكر البيان الذي يعمل فيه حوالى 600 شخص يعملون في تلك العمليات.